# 燕只不花
燕只不花（?—?），又作燕赤不华，字子实，号雪庭，珊竹氏，元朝大臣，元惠宗时中书参知政事。
燕只不花家居滦阳。至正十二年（1352年），担任安陆府同知。至正十八年（1358年），担任中书省参知政事，不久被监察御史燕赤不花弹劾罢免。至正二十年（1360年），出为福建行省平章政事，率军击败泉州赛甫丁。

## 延伸阅读
[在维基数据编辑]
 《新元史/卷192》，出自柯劭忞《新元史》